# Dysdera punctocretica
Dysdera punctocretica là một loài nhện trong họ Dysderidae.
Loài này thuộc chi Dysdera. Dysdera punctocretica được Christa Deeleman-Reinhold miêu tả năm 1988.